# Gymnelia scintillans
Gymnelia scintillans är en fjärilsart som beskrevs av Druce 1884. Gymnelia scintillans ingår i släktet Gymnelia och familjen björnspinnare. Inga underarter finns listade i Catalogue of Life.